# Edison Suárez
Edison Omar Suárez Frutos (Montevideo, 6 de noviembre de 1966) es un exfutbolista uruguayo que jugaba como mediocampista y militó en clubes de su país, Chile, Colombia y España. Fue campeón uruguayo en 1988 con Danubio. Integró la selección uruguaya, en la que jugó doce partidos y marcó un gol.

## Clubes
| Club            | País     | Año         |
| --------------- | -------- | ----------- |
| Danubio         | Uruguay  | 1987 - 1990 |
| Real Zaragoza   | España   | 1990 - 1992 |
| Nacional        | Uruguay  | 1992 - 1994 |
| Danubio         | Uruguay  | 1995        |
| Palestino       | Chile    | 1996        |
| Central Español | Uruguay  | 1997        |
| Millonarios     | Colombia | 1998        |
| Rocha           | Uruguay  | 1999 - 2000 |
| Fénix           | Uruguay  | 2001 - 2002 |

## Palmarés

### Campeonatos nacionales
| Título                      | Club     | País        | Año  |
| --------------------------- | -------- | ----------- | ---- |
| Primera División de Uruguay | Danubio  | Uruguay     | 1988 |
| Primera División de Uruguay | Nacional | Uruguay     | 1992 |
| Liguilla                    | Nacional | 🇺🇾 Uruguay  | 1992 |
| Liguilla                    | Nacional | 🇺🇾 Nacional | 1993 |